# Bedrieglijke viltkop
De bedrieglijke viltkop (Mallocybe arthrocystis) is een paddenstoel uit de familie Inocybaceae. Hij groeit bij loofbomen en struiken op humusarme, rijke zandgronden. Hij vormt ectomycorrhiza met loofbomen.

## Kenmerken

### Uiterlijke kenmerken
Hoed
De hoed heeft een diameter tot 3 cm. De hoed heeft vaak een kleine umbo. Het oppervlak is pluizig-korrelig. De kleur is fuchsia-oker.
Steel
De steel witachtig, fibrillose, gedeeltelijk vezelig. De kleur is vergelijkbaar met de hoed. De steel is hol tot gedeeltelijk hol.
Geur
Deze paddenstoel heeft geen kenmerkende geur.

### Microscopische kenmerken
De sporen zijn smal langwerpig en meten 9,5–12 × 4,5–5,5 μm. Cheilocystiden zijn niet gesepteerd en meten 15-25 × 10-15 µm.

## Verspreiding
Hij komt voor in de alpen. In Nederland komt hij uiterst zeldzaam voor. 